# Nadlice
Nadlice (allemand : Nadlitz, hongrois : Nádlány) est un village de Slovaquie situé dans la région de Trenčín.

## Histoire
La première mention écrite du village date de 1113.

## Démographie

### Évolution de la population
| Année:               | 1994. | 2004.   | 2014. | 2024.   |
| -------------------- | ----- | ------- | ----- | ------- |
| Nombre de personnes: | 619   | 639     | 639   | 584     |
| Différence:          |       | +3,23 % | +0 %  | -8,60 % |

| Année:               | 2023. | 2024.   |
| -------------------- | ----- | ------- |
| Nombre de personnes: | 593   | 584     |
| Différence:          |       | -1,51 % |